# Liskivți, Camenița
Liskivți (în ucraineană Лісківці) este un sat în comuna Rîhta din raionul Camenița, regiunea Hmelnîțkîi, Ucraina.

## Demografie
Componența lingvistică a localității Liskivți
     Ucraineană (99,14%)
     Alte limbi (0,86%)
Conform recensământului din 2001, majoritatea populației localității Liskivți era vorbitoare de ucraineană (99,14%), existând în minoritate și vorbitori de alte limbi.